# Stereospondylomorpha
Gli stereospondilomorfi (Stereospondylomorpha) sono un clade di anfibi temnospondili. Comprendono la superfamiglia Archegosauroidea e il gruppo (più vario) degli Stereospondyli.

## Definizione
Il termine Stereospondylomorpha fu proposto per la prima volta da Yates e Warren (2000), che riconobbero Archegosauroidea e Stereospondyli come sister taxa nella loro analisi filogenetica. Un clade simile è Archegosauriformes, chiamato da Schoch e Milner (2000), che include gli stereospondili e alcuni temnospondili permiani simili in apparenza agli stereospondili, tra i quali gli archegosauroidi. Tuttavia, secondo la filogenesi di Schoch e Milner, Archegosauroidea è un gruppo parafiletico di taxa che sono successivamente basali agli Stereospondyli, e non un sister taxon monofiletico (Stayton e Ruta, 2006).

## Parentele attuali
Si ritiene che Chinlestegophis, un presunto stereospondilo triassico considerato correlato a metoposauroidi come Rileymillerus, condivida molte caratteristiche con i gimnofioni, un gruppo tuttora vivente di anfibi scavatori privi di arti. Se Chinlestegophis fosse effettivamente sia uno stereospondilo sopravvissuto che un parente dei gimnofioni, ciò significherebbe che gli stereospondilomorfi (sotto forma dei gimnofioni) sono sopravvissuti fino ai giorni nostri (Pardo et al., 2017).